# 王良增四
仙后座12，又名BD+61 69，HD 2011、SAO 11172、HR 93，是仙后座的一颗恒星，视星等为5.4，位于銀經119.79，銀緯-0.88，其B1900.0坐标为赤經0h 19m 16.2s，赤緯+61° -0.88′ 37″。